# Биненбюттель
Биненбюттель (нем. Bienenbüttel) — община в Германии, в земле Нижняя Саксония.
Входит в состав района Ильцен. Население составляет 6673 человека (на 31 декабря 2010 года). Занимает площадь 99 км².
Коммуна подразделяется на 14 сельских округов.